# Interpolationsproblem von Carathéodory und Féjer
Das Interpolationsproblem von Carathéodory und Féjer, englisch Carathéodory–Féjer interpolation problem, benannt nach den beiden Mathematikern Constantin Carathéodory und Leopold Fejér, ist eine klassische Problemstellung des mathematischen Teilgebiets der Analysis.

## Formulierung des Problems
Eine Formulierung des Problems ist die folgende:
Gegeben seien {\displaystyle n+1} beliebige (nicht notwendig verschiedene) komplexe Zahlen {\displaystyle c_{i}\in {\mathbb {C} }\,(i=0,1,\dotsc ,n)}.
Gesucht wird zu diesen Zahlen eine Funktion {\displaystyle f\in H^{\infty }(\mathbb {D} )}, welche die folgenden beiden Nebenbedingungen erfüllen soll:
(i) Die {\displaystyle n+1} ersten Taylorkoeffizienten der Potenzreihenentwicklung von {\displaystyle f} um {\displaystyle 0\in \mathbb {C} } sind {\displaystyle c_{0},c_{1},\dotsc ,c_{n}}.
(ii) {\displaystyle \|f\|_{\infty }\leq 1}

## Interpolationssatz
Es gilt zu dem genannten Problem der folgende Interpolationssatz von Carathéodory und Féjer (englisch Carathéodory–Féjer interpolation theorem):
Das Interpolationsproblem von Carathéodory und Féjer ist lösbar genau dann, wenn die Spektralnorm der zu diesen {\displaystyle c_{i}\,(i=0,1,\dotsc ,n)} gehörigen unteren Dreiecksmatrix
{\displaystyle M=M_{(c_{0},c_{1},\dotsc ,c_{n})}={\begin{bmatrix}c_{0}&0&\cdots &0\\c_{1}&c_{0}&\ddots &\vdots \\\vdots &\ddots &\ddots &\vdots \\c_{n}&\cdots &c_{1}&c_{0}\end{bmatrix}}}
die Ungleichung
{\displaystyle \|M\|_{2}\leq 1}
erfüllt.

## Erläuterungen
1. {\displaystyle \mathbb {D} =\{z\in \mathbb {C} \mid |z|<1\}} ist die offene Einheitskreisscheibe.
2. {\displaystyle H^{\infty }(\mathbb {D} )} ist der zu den beschränkten holomorphen Funktionen {\displaystyle f\colon \mathbb {D} \to \mathbb {C} } gehörige Hardy-Raum.
3. Das Interpolationsproblem von Carathéodory und Féjer ist direkt verwandt mit dem Interpolationsproblem von Pick und Nevanlinna. Ebenso wie dieses lässt es sich im Rahmen der Theorie der beschränkten Operatoren auf Hardy-Räumen lösen. Hier ist im Jahre 1967 von Donald Erik Sarason gezeigt worden, dass der zugehörige Interpolationssatz als Folgerung aus einem von Sarason vorgelegten – grundlegenden! – Theorem verstanden werden kann.[3]